# Carl David Arfwedson
Carl David Arfwedson, född 25 november 1806 i Stockholm och död 25 juni 1881 i Wiesbaden, var en svensk grosshandlare och författare.

## Biografi
Arfwedson var son till handelsmannen Carl Abraham Arfwedson och dennes hustru Maria af Sandeberg. Han blev student vid Uppsala universitet 1820 och disputerade där 1825.
Men han lämnade den akademiska banan för att ägnade sig åt familjeföretaget och företog flera resor för att studera handel i Europa och Amerika. Åren 1838-1855 var Arfwedson amerikansk konsul i Stockholm, han blev borgare som grosshandlare den 11 juni 1839 och blev samma år delägare i släktfirman, handelshuset Tottie och Arfwedson. Han var även ledamot av riksbanksfullmäktige samt hade flera officiella utredningsuppdrag. Den 5 november 1867 upplöste han familjeföretaget, som hade kommit på obestånd, och flyttade till Wiesbaden. 
Han gifte sig den 10 juni 1834 i Philadelphia med Elisabeth Alice Ashhurst (1814-1899).

### Författarskap
Arfwedson blev ryktbar som författare, då han utgav verk som av samtiden betraktades som skandalösa: farsen Tre beryktade flickors resa till odödligheten och  Uppsalaskildringen Studenterna i Utscheu eller Zierbenglarnes historia i China. I båda verken uppträder lätt igenkännliga personer på ett mindre smickrande sätt. Teaterstycket finns endast bevarat i ett exemplar på Kungl. Biblioteket och enligt uppgift var detta anledningen till att fadern skickade Arfwedson på hans amerikanska resa och fick upplagan indragen. I Spionen i den förnäma werlden i Stockholm (1831) ges avslöjande inblickar i Stockholmssocietetens liv. Den behandlar den vackra äventyrerskan fru Rothstein och hennes uppvaktare: Baron Slusk (Ludvig Manderström) och Djurgårdsskojarne: (Fredrik Christoffer "Figge" Ridderstolpe), Johan Gustaf Schwan med flera. Särskilt utsatt blev grosshandlaren Schwan, som aldrig kunde glömma denna oförrätt. 
Arfwedson utgav även reseskildringar och några på sin tid rätt uppmärksammade historiska romaner.

### Översättning
- Irländska folksagor / öfvers. [af C.D. Arfwedson]. Stockholm. 1839. Libris 2531135